# La fiesta de Blas (álbum)
La fiesta de Blas, editado en 1974, es el cuarto álbum de estudio del grupo español de música pop Fórmula V. 

## Descripción
Se trata de un disco en el que por primera vez, Fórmula V sacaba a la luz temas casi todos ellos inéditos, a diferencia de sus anteriores LP integrados por singles que se habían publicado previamente. El tema más popular del álbum es la canción del mismo título.

## Lista de canciones
- La fiesta de Blas
- Casi como ayer
- La gran ciudad
- Te quiero y no estás aquí
- Feria
- Corazón solitario
- Dime amor
- Y te buscaré
- Recuerdos
- Despertar a tu lado
- Eres mujer
- Campanas de la catedral